# 타티야나 아브라모바
타티야나 알베르토브나 아브라모바(러시아어: Татья́на Альбе́ртовна Абра́мова, 1975년 2월 5일 ~ )는 러시아의 배우, 가수이다.